# Années 1470
Les années 1470 couvrent la période de 1470 à 1479.

## Événements

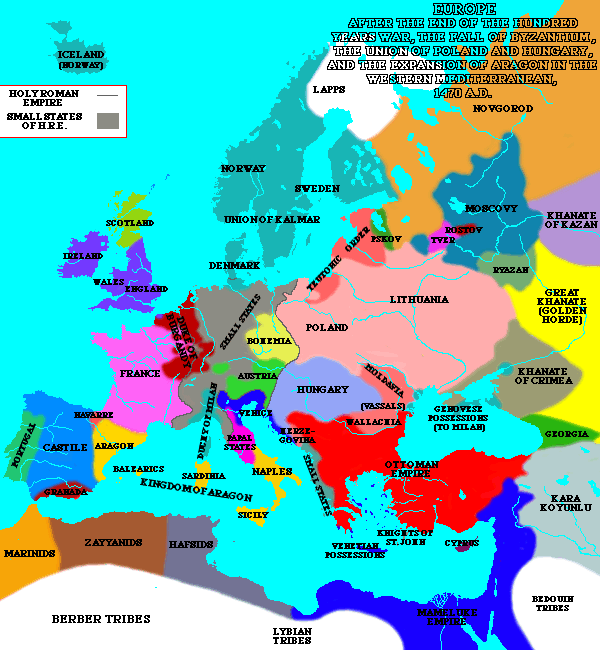
L'Europe en 1470

- 1468-1483 : trente incursions turques ont lieu en Slovénie. Les Autrichiens luttent contre les Ottomans en Carniole et en Carinthie (1473, 1476, 1479, 1483). La Carniole subit 27 incursions entre 1473 et 1508[1].
- 1469-1475 : le Portugais Fernão Gomes explore la côte occidentale de l’Afrique équatoriale. Explorations et conquêtes portugaises en Afrique. Les Portugais découvrent la Côte de l'Or (Ghana actuel) et avancent jusqu'à la côte du Gabon[2].
- Vers 1470 : la dynastie Tu'i Tonga perd le pouvoir temporel sur les Tonga et les vestiges de l'Empire tongien, après près de six siècles au pouvoir. Elle est remplacée par la dynastie Tu'i Ha'atakalaua qui sera dominante jusqu'en 1610 environ[3].
- 1470-1474 : guerre anglo-hanséatique[4].
- 1470-1483 : poursuite de la guerre des Deux-Roses ; second règne d'Henri VI d'Angleterre (1470-1471) suivit du second règne d'Édouard IV d'Angleterre (1471-1483)[5].
- 1470-1500 : hérésie rationaliste des « judaïsants » à Novgorod et à Moscou. Ils nient la souveraineté du Christ et refusent la puissance temporelle de l’Église[6].
- 1472-1481 : troubles urbains en France ; remuements d’Aurillac (1472-1473[7]), de Bourges (1474)[8], de Senlis, du Puy (1477)[7] et d’Agen (1481)[9].
- 1473-1490 : au Japon le mouvement culturel Higashiyama bunka 東山文化, se développe au cours du règne de Yoshimasa Ashikaga[10].
- 1474-1477 : guerres de Bourgogne[11].
- 1475 : le premier café, Kiva Han, ouvre à Constantinople[12].
- 1478-1480 : le pape Sixte IV établit le tribunal inquisitorial du Saint-Office en Castille[13].

## Personnages significatifs
- Louis XI de France
- Charles le Téméraire
- Étienne III le Grand